# Tamara Ražem Locatelli
Tamara Ražem Locatelli, glasbenica, pianistka, glasbena pedagoginja, zborovodkinja, * 17. maj 1973, Trst.

## Življenje in delo
Tamara Ražem se je rodila v Trstu, a je vedno živela v Bazovici. Obvezno šolanje je opravila v slovenski osnovni in srednji šoli, nato se je vpisala na Državni trgovski tehniči zavod Žiga Žois v Trstu, kjer je maturirala leta 1972. Medtem je študirala glasbo oziroma klavir na Glasbeni matici v Trstu pri prof. Xenji Brass. Leta 1994 je diplomirala z odliko na državnem konservatoriju Giuseppe Tartini v Trstu. Istočasno je dajala suplence iz klavirja na Glasbeni matici in tudi poučevala glasbeno vzgojo na državni srednji šoli. Sodelovala je tudi z Radiem Trst A, kjer je pripravljala oddaje o glasbenih koncertih in koncertnih sezonah v Sloveniji in v Furlaniji - Julijski krajini. Bila je tudi izredno uspešna športnica, saj se je ukvarjala z lokostrelstvom in je z Italijansko državno representanco sodelovala na mnogih turnirjih, postavila je tri rekorde, zmagovala na italijanskih državnih prvenstvih in postala celo evropska podprvakinja. Vrhunski šport pa je bil težko združljiv z ostalimi obveznostmi, Tamara Ražem je raje izbrala pot glasbenice.
Tamara Ražem je po diplomi nadaljevala glasbeni študij za solistični repertoar pri ruskem profesorju Sijavushu Gadjievu. Obiskovala je tudi dvoletno pedagoško šolo za pianiste v Gorici in jo junija 1997 zaklučila s specializacijo v glasbeni didaktiki, zgodovini glasbe in klavirja, harmoniji, analizi, kompoziciji in kontrapunktu ter psihologiji v glasbeni pedagogiki (profesorji in mentorji so bili Vincenzo Balzani, Luciano Lanfranchi, Siavush Gadjiev, Igor Lazko, dr. Damjana Bratuž, prof. Ivan Florjanc, Bojan Glavina). Obiskovala je tudi tečaj jazz glasbe in improvizacije ter razne zborovodske tečaje. Medtem je uspešno nastopala na raznih mednarodnih klavirskih tekmovanjih in prejemala najvišja točkovanja. Leta 1998 se je omožila z glasbenikom Damjanom Locatellijem (solist baritonist), s katerim tudi redno nastopa in koncertira.
Leta 2006 sta s kolegico pianistko Aleksandro Češnjevar Glavina sestavili duo Excentury in uspešno koncertirata na odrih po vsem svetu ter snemata zgoščenke. Leta 2020 je z Beatrice Zonta, Tatjano Jercog in Claudio Sedmach soustanovila klavirski kvartet Phoenix Piano Quartet, s katerim tudi mnogo nastopa.
Tamara Ražem Locatelli uči na dveh glasbenih šolah, Glasbeni matici v Trstu in glasbeni šoli v Sežani, kjer odlično pripravlja svoje učence, saj segajo po najvišjih priznanjih na raznih mednarodnih klavirskih tekmovanjih. Tajnica je v Društvu klavirskih pedagogov Slovenije – EPTA iz Ljubljane.
Od leta 1996 redno orgla vsako nedeljo pri slovenski sv. maši v svoji rodni vasi Bazovici, kjer tudi vodi mešani pevski zbor Lipa, s katerim je imela tudi nešteto nastopov. Leta 2024 je za svojo predanost župnijskemu zboru dobila priznanje Zveze cerkvenih pevskih zborov iz Trsta.
Leta 2018 je Tamara Ražem Locatelli prejela Gerbičevo nagrado za odličnost pri svojem pedagoškem delu.
Leta 2025 je prejela priznanje, ki ga krovni organizaciji Slovencev v Italiji SSO in SKGZ podeljujeta ob prazniku kulture.